# Loyola (Californie)
Pour les articles homonymes, voir Loyola.
Loyola est une census-designated place du comté de Santa Clara, dans l'État de Californie, aux États-Unis,. En 2020, elle compte une population de 3 491 habitants.